# 谷口尚久
谷口尚久（たにぐち なおひさ、1971年4月9日 - ）は、日本の音楽家、ソングライター、編曲家、音楽プロデューサー。和歌山県出身。音楽制作会社トイロミュージック所属。

## 来歴・人物
幼い頃からピアノを習い、13歳の時、音楽指導者資格を取得。
学生時代よりバンド活動を始める。東京大学在学中は、千ヶ崎学（元キリンジ）・小松シゲル・奥田健介らとともに「ハラショーズ」を結成し、ボーカリスト兼ギタリストを担当。10年間の一般企業勤務を経て、2001年・2002年に、グループ onoroff（オノロフ）として、高橋幸宏プロデュースのアルバム「オノロフ」「pure blue」を発表。同時期より、企業広告音楽制作など作曲家としての活動も始め、現在は、CHEMISTRY・SMAP・関ジャニ∞・中島美嘉・倖田來未・JUJUなどへの楽曲提供、プロデュースを行う一方、映画・ゲーム・CM・TV番組などの音楽を手がける。また、CHEMISTRYのライヴサポートなど、ギタリスト、キーボーディストとしても活動。ラジオ番組のパーソナリティもつとめる。
2010年3月には、映画「渋谷」サントラ楽曲を含む、器楽曲を集めた自身のアルバム「JCT」を発表。2016年7月にはミニアルバム「DOT」、2020年7月には「SPOT 」を配信限定でリリースした。
2011年12月31日の第62回NHK紅白歌合戦では、倖田來未に提供した楽曲「愛を止めないで」が披露された。

## ディスコグラフィー

### アルバム
本人名義：
- JCT （2010年3月3日）
- DOT （2016年7月6日）
- SPOT （2020年7月22日）
- UNIT （2023年5月24日）

WAFERS records名義：
- WAFERS records "RED" （2021年7月23日）
- WAFERS records "YELLOW" （2021年9月24日）
- WAFERS records "GREEN" （2023年5月31日）
- WAFERS records "PURPLE" （2023年7月27日）

onoroff名義：
- pure blue（2002年8月28日）
- オノロフ（2001年12月5日）

### 提供楽曲・プロデュース作品
- CHEMISTRY
  - Wings of Words [共作曲・編曲・プロデュース]　
  - 伝説の草原 [作曲・編曲・プロデュース]
  - 空の奇跡 [作詞・作曲]
  - 遠影 feat. John Legend [作曲・編曲・プロデュース]
  - This Night [作詞・作曲]
  - 君のキス [作曲]
  - hold on [共作詞・共作曲・編曲・プロデュース]
  - ココロとコトバ [編曲・プロデュース]
  - Life goes on [共作詞・共作曲・編曲・プロデュース]
  - a Place for Us／CHEMISTRY×古内東子 [共作曲]　他
- 川畑要（CHEMISTRY）
  - Sweet pain [共作詞・共作曲・編曲]
  - Let It Go [作詞・作曲]
  - Make It Happen [作詞・作曲・編曲(共作)]
  - RIGHT NOW [作詞・作曲（共作）・編曲]（映画『大きな古時計 劇場版』エンディングテーマ）他
- SMAP
  - ねぇ…／中居正広 [共作詞・共作曲・共編曲]
  - SWING [作詞・作曲]
  - White Message [編曲]
- 関ジャニ∞
  - 365日家族 [作曲]
- Sexy Zone
  - A MY GIRL FRIEND [作曲]
- V6
  - ミュージック・ライフ [共作詞・共作曲・プロデュース]
- 20th Century
  - DANCING MACHINE [共作詞・共作曲・編曲]
- A.B.C-Z
  - サポーターズ [編曲]
  - Delicious [作曲・編曲]
- JUJU
  - ナツノハナ [作曲]
- 倖田來未
  - 愛を止めないで [作曲・編曲]
- 中島美嘉
  - あなたがいるから [編曲]
- STPR Records関連
  - すとぷり
    - Move on! [作詞]
    - 僕らだけのシャングリラ [作詞]
    - アニバーサリー [作詞]
    - 好きになっていいよね? [作詞]
    - アモーレ・ミオ [作詞]
    - LOOK UP [作詞]
    - マブシガリヤ [作詞]
    - Streamer [ななもり。と共作詞]
    - チェキラ☆ [作詞]
    - ハジメテキミと [作詞]
    - ホワイトプロミス [作詞]
    - ナミダメ [ななもり。と共作詞]

  - ななもり。×さとみ×ジェル
    - キングオブ受動態 [作詞]

  - ななもり。×ジェル
    - 忍恋 [作詞]

  - ジェル
    - JUMP AND FLY [作詞]
    - Monopolize [編曲]

  - ころん
    - きゅんですきゅんです [作詞]
- Kylee
  - 大好きなのに [作曲]
  - 未来 [作曲]
  - EVERLASTING [編曲・プロデュース]
  - IT'S YOU [作詞・編曲・プロデュース]
  - キミがいるから [作曲]
- 松下奈緒
  - Seven Colors[作曲・編曲]
  - The Way To You [共作詞・作曲・編曲]
  - 颯爽と [編曲]
- 土岐麻子
  - 眠れる森のただの女 [作曲・編曲]
- 玉城千春
  - 雫 [編曲]
- ミズノマリ
  - 気絶するほど、ラグジュアリー [共作曲・共編曲]
- 橋幸夫
  - 盆ダンス [作曲]
- ONE☆DRAFT
  - カレンダー ～ケンカしたり、ふざけたり、泣かせたり～ [作詞(共作)・編曲・プロデュース]
  - あいたくて、あえなくて、あいしてる [編曲・プロデュース]　他
- ノックチャック
  - 君の願い 君の思い [編曲・プロデュース]
  - さくららら [編曲・プロデュース]　他
- ノーナ・リーヴス
  - the sweetest girl [作詞]
  - GOLDEN CITY feat. 一十三十一 [作詞(共作)]
  - 休もう、ONCE MORE [作詞(共作)・作曲(共作)]
- SMALL BOYS（=堂島孝平+西寺郷太）
  - アルバム「ABCDEFGHIJKLMNOPQRSTUVWXYZ」  [作詞・作曲・編曲・全曲プロデュース]
  - アルバム「Small Boys II」  [作詞・作曲・編曲・全曲プロデュース]
- 遊助
  - 手に持つ人 [共作曲・編曲]
- GOOD COMING
  - 君想う唄／Good Coming [編曲・サウンドプロデュース]
  - ours～ボクらの足跡～ [編曲・サウンドプロデュース]　他
- 危険日チャレンジガールズ
  - FUNKY FUN [共作詞・共作曲・編曲]
- 伊藤ふみお
  - 声なきこえがつむぐ歌 [作曲・編曲]
- 高杉さと美
  - 気まぐれドルチェ [作曲・編曲]
- bump.y
  - COSMOの瞳 [共作詞・共作曲・編曲]
  - SAVAGE HEAVEN [作詞(共作)・作曲(共作)・編曲]　他
- RSP
  - 季節の記憶 [作詞・作曲・編曲]
- 横田はるな
  - アルバム「はるな」 [全編曲・プロデュース]
  - story [共作詞・共作曲・編曲]
  - 空色自転車, メルルーサ, サヨナラデイズ [編曲・プロデュース]
  - アルバム「小さな街」 [全編曲・プロデュース]
- デリカテッセン
  - ADVENTURE WORLD [作曲・編曲・プロデュース]　他
- ET-KING
  - ドーナッツ [編曲・プロデュース]
  - 夏大盛り [編曲・プロデュース]
- 麻珠（Little Glee Monster）
  - 君を今でも [作曲]
- 神様はじめました◎ キャラクターソング
- まじもじるるも 劇中曲
  - ミコミコストラップ [作詞・作曲・編曲]
  - FHK不思議発見の歌 [編曲]
- 映画「たまこラブストーリー」劇中曲
- キルミーベイベー キャラクターソング
- マジきゅんっ!ルネッサンス 挿入歌
  - 「Sweets à la mode♪」 [編曲]
  - 「キミにマジきゅんっ!」 [作詞・作曲・編曲]
- 綾野ましろ
  - shinkiro[作詞・作曲・編曲]
  - ハーフムーンフラワー [作詞・作曲・編曲]
- TrySail
  - コバルト [作詞・作曲・編曲]
  - ホントだよ [作詞・作曲・編曲]
  - あかね色  [作詞・作曲・編曲]
  - Sail Out [編曲]
  - ひかるカケラ [作詞・作曲・編曲]
  - TAILWIND [作曲・編曲]
  - 散歩道 [作詞]
- 麻倉もも
  - トクベツいちばん!! [作詞]
  - カラフル [作詞・作曲・編曲]
  - Good Job![作詞]
  - 今すぐに [編曲]
- 雨宮天
  - Absolute Blue [作詞・作曲・編曲]
  - ASH [作詞・作曲・編曲]
  - Silent Sword [作詞・作曲・編曲]
  - After the Tears [編曲]
  - RAINBOW [作詞・作曲・編曲]
- 夏川椎菜
  - Daisy Days [作詞]
- やなぎなぎ
  - パラレルエレベーター [作曲・編曲]
- 夢みるアドレセンス
  - B-Day [作詞・編曲]
- 渡部優衣
  - アスナロ [作詞・作曲・編曲]
  - DAYBREAK [作詞・作曲・編曲]
  - ステップ [作詞]
- 柴咲コウ
  - 桜坂(カバー) [編曲]
- 96猫
  - 嘘の火花 [作詞・作曲・編曲]
- JONTE
  - アルバム「REBOOT」 [作詞・作曲・編曲]
  - アルバム「Delight」 [作詞・作曲・編曲]
- 東京CuteCute
  - You & Me [作詞・作曲・編曲]
  - 恋しちゃったよ [作詞・作曲・編曲]
  - 明日咲く花 [作詞・作曲・編曲]
  - 恋人未満のサンタクロース [作詞・作曲・編曲]
  - キミがいればキミといれば [作詞・作曲・編曲]
  - ハッピーエンドへ! [作詞・作曲・編曲]
  - Magical Moment [作詞・作曲・編曲・プロデュース]
  - MY AGE～中華街の約束～ [作詞・作曲・編曲・プロデュース]
- 音×AiR
  - Catch Your Dream [作曲・編曲]
  - ダントツ☆YOU [作詞・作曲・編曲]
  - あの頃のままで [作曲・編曲]
  - ホームグラウンド [作詞・編曲]
  - 叱ってサディスティック [作詞・作曲・編曲]
  - ドジっ娘モーニング [作詞・編曲]
  - 乙女ビンビン [作詞・作曲・編曲]
  - 純愛バイセコー [作詞・作曲・編曲]
  - 歩く歩く歩く [作曲・編曲]
- 吉田凛音
  - 真夏のBeeeeaM. [作詞・作曲・編曲]
  - 忘れないPlace [作詞・作曲・編曲]
- SHOW BY ROCK!!
  - キミと☆Are You Ready? [作曲]
  - ときめきレモネード [作詞・作曲・編曲]
  - 青春☆サンセット [作詞]
  - 男ゴコロ☆天使ゴコロ! [作詞・作曲・編曲]
- 観月.
  - 月になる [編曲]
  - メビウス [編曲]
- Maurice Gainen
  - Nao Hear This [作曲・編曲]
  - Tularosa Dawn [作曲・編曲]
  - HABITUAL PRESENT [作曲・編曲]
- 宮迫博之
  - セカンドプロポーズ [作詞・作曲・編曲]
- けいちゃん
  - Edo [編曲]
  - Freestyle Piano Etude [編曲]
- P丸様。
  - ラブホリック [作詞]
- あらきなおみ
  - Suwaru [編曲]
- IDOLY PRIDE 関連曲
  - Gemstones [編曲]
- 超ときめき♡宣伝部
  - ドキドキ　ドキドキ[作詞]
- あんさんぶるスターズ!　Double Face
  - Secret of Metropolis [作曲・編曲]

## TV・映画・その他
- 映画「ゴールド・ボーイ」／監督：金子修介
- 映画「高野豆腐店の春」／監督：三原光尋
- 映画「アントニオ猪木をさがして」／監督：三原光尋
- 映画「結婚」 ／監督：西谷真一（原作：井上荒野）
- 映画「五億円のじんせい」／監督：文晟豪
- 映画「DEAD OR ZOMBIE ゾンビが発生しようとも、ボクたちは自己評価を変えない」／監督：佐藤智也
- 映画「10センチの彼方」
- 映画「湖底の空」／監督：佐藤智也
- 映画「トーキョーカプセル」／監督：齋藤栄美
- 映画「渋谷」／監督：西谷真一（原作：藤原新也）
- 映画「chocolate（チョコレート）」／脚本・演出：豊永利明 [作詞・作曲・編曲]
- 映画「グッドカミング〜トオルとネコ、たまに猫〜」／監督：月川翔
- 西郷星 スーパーマーズな夜 ～火星大接近騒動～（全天周映画）
- ジュラシックヒーローズ～星空の警備隊～（全天周映画）
- みずものがたり 〜46億年 地球をめぐる水の旅〜（全天周映画）
- アースストーリー 〜恐竜の真価とヒトの未来（全天周映画）[共作曲・共編曲]
- 3D MOON（全天周映画）
- NHKドラマ10「プリズム」（NHK総合）
- NHK土曜ドラマ「サギデカ」（令和元年度文化庁芸術祭　テレビ・ドラマ部門　大賞受賞 ／脚本：安達奈緒子  ／監督：西谷真一（）
- NHKドラマ「プラスティック・スマイル」（NHK BSプレミアム）
- NHKオーディオドラマ「ほかの誰でもないアヤコ」（平成28年度文化庁芸術祭　ラジオ部門　優秀賞受賞）
- NHK特集ドラマ「喧騒の街、静かな海」／監督：西谷真一（原作：藤原新也）
- NHK総合 「永遠の泉」（土曜ドラマSP） ／監督：西谷真一（原作：藤原新也）
- Eテレ おはなしのくに
- MBS・TBSドラマ 神奈川県厚木市 ランドリー茅ヶ崎 ／監督：飯塚健
- プラネタリウム作品「流星たちの物語」
- iPhone/iPad ユニバーサルアプリ「tap*rap つくるへんしん」／ディレクション：季里 [作曲・編曲]
- iPhone/iPad ユニバーサルアプリ「tap*rap しりとり」（2012年度グッドデザイン賞）／ディレクション：季里 [作曲・編曲]
- ゴルフネットワーク チャンネルID [作曲・編曲]
- 広島ホームテレビ「きぐるみブラッコ」/作曲：松前公高 編曲
- LaLa TV ステーションID

## ゲーム
- カンガエル EXIT／タイトー [共作曲]
- ガラクテイル／コーエー [共作曲]
- 監修 日本常識力検定協会 いまさら人には聞けない 大人の常識力トレーニングDS／任天堂 [共作曲]
- 福福の島／SCE [作曲・編曲・サウンドデザイン]
- ときめきメモリアル Girls Side 3rd Story／コナミ
- スーパーカービィハンターズ／任天堂 [共作曲]

## これまでにパーソナリティをつとめたラジオプログラム
- Amaze The World!! (InterFM)
- Harlem Nights Special (InterFM)
- Select2U (InterFM)
- Tokyo 3D Lounge (InterFM)
- Sweet Roots (BAY FM)
- RADIO"ish" (BAY FM)

## 書籍
- Logic Pro で曲づくり! つくりながら覚えるDTMのレッスン
- 作曲家＋編曲家＋エンジニアが指南! プロの曲作りが分かる本 (共著)
- アレンジャーが教える編曲テクニック99 (共著)